# Phù Thăng
Phù Thăng (1928–2008) là nhà văn Việt Nam, được tặng Giải thưởng Nhà nước về Văn học Nghệ thuật vào năm 2012.

## Tiểu sử
Phù Thăng (tên khai sinh là Nguyễn Trọng Phu) sinh năm 1928 tại làng Tất Lại Thượng, xã Cộng Lạc, huyện Tứ Kỳ, tỉnh Hải Dương.
Năm 1947, Phù Thăng nhập ngũ làm Trung đội trưởng trinh sát Trung đoàn 42 - Liên khu 3, với nhiệm vụ chính là lấy cung tù binh Pháp vì ông rất giỏi tiếng Pháp. Ông cũng từng tham gia trinh sát trận đánh sân bay Cát Bi năm 1954 nổi tiếng. Năm 1954, ông về công tác tại đơn vị bộ đội xây dựng công trường thuộc Quân khu 3. Năm 1959, ông về làm biên tập viên tạp chí Văn nghệ Quân đội phụ trách biên tập Kỷ niệm sâu sắc trong đời bộ đội. Năm 1960, ông được biên chế về Xưởng phim Quân đội và viết kịch bản phim.
Năm 1963, ông chuyển sang Báo Thể dục Thể thao. Năm 1964, ông chuyển về Xưởng phim truyện Việt Nam, sáng tác kịch bản phim cho đến năm 1988 thì về nghỉ hưu tại quê nhà.
Ông là đảng viên Đảng Cộng sản Việt Nam; hội viên Hội Nhà văn Việt Nam.
Ông mất ngày 21 tháng 2 năm 2008 tại quê nhà, xã Cộng Lạc, Tứ Kỳ, Hải Dương.

## Sự nghiệp
Phù Thăng là tác giả của các tiểu thuyết Phá vây, Tấn công; các tập truyện Con những người du kích, Con nuôi Trung đoàn, Đáy suối, Trận địa mới... 
Ông còn là tác giả các kịch bản phim Biển lửa, Tiếng gọi phía trước, Nguyễn Văn Trỗi, Quê nhà... đồng tác giả kịch bản phim "Trên miền Tây Tổ quốc". Ông cùng với nhà báo Trần Minh Tân của Hải Dương viết kịch bản phim "Quê ta đánh giặc", ca ngợi tinh thần chiến đấu của quân và dân tỉnh nhà. Bộ phim đã tạo được tiếng vang khi đó.
Năm 1959, trường ca "Hoa vạn thọ" của ông ra đời và đoạt giải Ba cuộc thi thơ của Hội Nhà văn Việt Nam trên báo Văn nghệ. Kịch bản phim "Quê nhà" của ông đã được Bằng khen trong Liên hoan phim quốc tế tại Mátxcơva.
Ông còn viết truyện ngắn, làm thơ, nhưng không công bố nhiều trên báo chí.
Năm 2012, ông được truy tặng Giải thưởng Nhà nước về Văn học Nghệ thuật với cụm tác phẩm: Phá vây (tiểu thuyết); Con nuôi trung đoàn (truyện vừa).

### Sự cố từ tiểu thuyết''Phá vây''
Tiểu thuyết "Phá vây" của Phù Thăng ca ngợi tinh thần dũng cảm của bộ đội và nhân dân khu vực tả ngạn sông Hồng thời kỳ chống Pháp. Tuy nhiên, trong tiểu thuyết có vài chi tiết làm anh đã xót xa nghĩ rằng mọi cuộc chiến tranh đều là đau khổ. Đời người lính thật nhọc nhằn, nếu có giành được vinh quang thì cũng phải trả giá rất đắt.
Khi "Phá vây" được xuất bản thì đã có ý kiến của một số văn nghệ sĩ, nhà phê bình và những người lãnh đạo văn nghệ cho rằng tư tưởng của nhà văn đã "có vấn đề" vì đã để cho nhân vật là một chiến sĩ lại có những tư tưởng như vậy. Lập trường quan điểm của tác giả có sự lung lay, dao động chăng? Những thành kiến đối với "Phá vây" đã buộc Phù Thăng rời quân ngũ để sang làm việc ở Báo Thể dục Thể thao.
Thời gian qua đi, đến năm 2012, lại chính tiểu thuyết "Phá vây" (cùng với truyện vừa ''Con nuôi trung đoàn'') đã đem đến cho ông Giải thưởng Nhà nước về Văn học Nghệ thuật khi ông đã qua đời.

## Tác phẩm chính

### Tiểu thuyết
- Phá vây (tiểu thuyết, 1961)
- Tấn công (tiểu thuyết, viết năm 1964), Nhà xuất bản Hội Nhà văn xuất bản năm 2014

### Tập truyện
- Con những người du kích
- Con nuôi Trung đoàn
- Đáy suối
- Trận địa mới

### Kịch bản phim
- Biển lửa
- Tiếng gọi phía trước
- Nguyễn Văn Trỗi
- Quê nhà
- Trên miền Tây Tổ quốc (đồng tác giả)
- Quê ta đánh giặc (đồng tác giả)

## Vinh danh
- Giải thưởng Nhà nước về Văn học Nghệ thuật năm 2012.

### Giải thưởng văn học
- Giải Ba cuộc thi thơ của Hội Nhà văn trên báo Văn nghệ (1960) cho trường ca “Hoa vạn thọ”.
- Kịch bản phim "Quê nhà" của ông đã được Bằng khen trong Liên hoan phim quốc tế tại Mátxcơva.